# Mau-Uluria
Mau-Uluria (Mauloria, Maururia) ist eine osttimoresische Aldeia im Suco Hoholau (Verwaltungsamt Aileu, Gemeinde Aileu). 2015 lebten in der Aldeia 214 Menschen.

## Geographie und Einrichtungen
Die Aldeia Mau-Uluria liegt im Osten des Sucos Hoholau. Südwestlich befindet sich die Aldeia Hatulai, westlich die Aldeias Saharai und Manubata und nördlich die Aldeia Aslimhati. Im Osten grenzt Mau-Uluria an die Sucos Seloi Malere und Liurai. Eine Straße verläuft durch die Aldeia von Nord nach Süd. Sie wird von einer zweiten Straße im Norden durchkreuzt, die von Ost nach West verläuft. An den Straßen verteilt sich die Besiedlung in der Aldeia. An der Kreuzung befindet sich das Dorf Acolimamate, mit dem Sitz des Sucos Hoholau. Südlich liegt das Dorf Mau-Uluria, wo sich der neue Sitz der Aldeia befindet.
In Acolimamate befindet sich ein Befreiungsdenkmal und die Kapelle Nossa Senhora do Rosario.

## Politik
2023 wurde Mateus da Conceiҫão Meta zum Chefe de Aldeia gewählt.